# Giuseppe Rotunno
Giuseppe Rotunno, född 19 mars 1923 i Rom, död 7 februari 2021 i Rom, var en italiensk filmfotograf.